# Вильягра, Клаудио
Клаудио Вильягра (исп. Claudio Villagra; родился 2 января 1996 года, Альта Грасия, Аргентина) — аргентинский футболист, нападающий клуба «Чако Форевер».

## Клубная карьера
Вильягра — воспитанник клуба «Банфилд». 7 июня 2014 года в матче против «Унион Санта-Фе» он дебютировал в Примере B. По итогам сезона Кладуио помог клубу выйти в элиту. 18 октября в матче против «Эстудиантеса» он дебютировал в аргентинской Примере. 1 ноября 2015 года в поединке против «Росарио Сентраль» Вильягра забил свой первый гол за «Банфилд».